# Кутни
 Тази статия е за града в САЩ.  За окръга вижте Кутни (окръг).  
Кутни или Кутней (на английски: Kootenai) е град в окръг Бонър, щата Айдахо, САЩ. Кутни е с население от 441 жители (2000) и обща площ от 1,2 km². Намира се на 645 m надморска височина. ЗИП кодът му е 83840, а телефонният му код е 208.